# Naturschutzgebiet Styrumer Ruhraue
Koordinaten: 51° 26′ 45″ N, 6° 49′ 36″ O

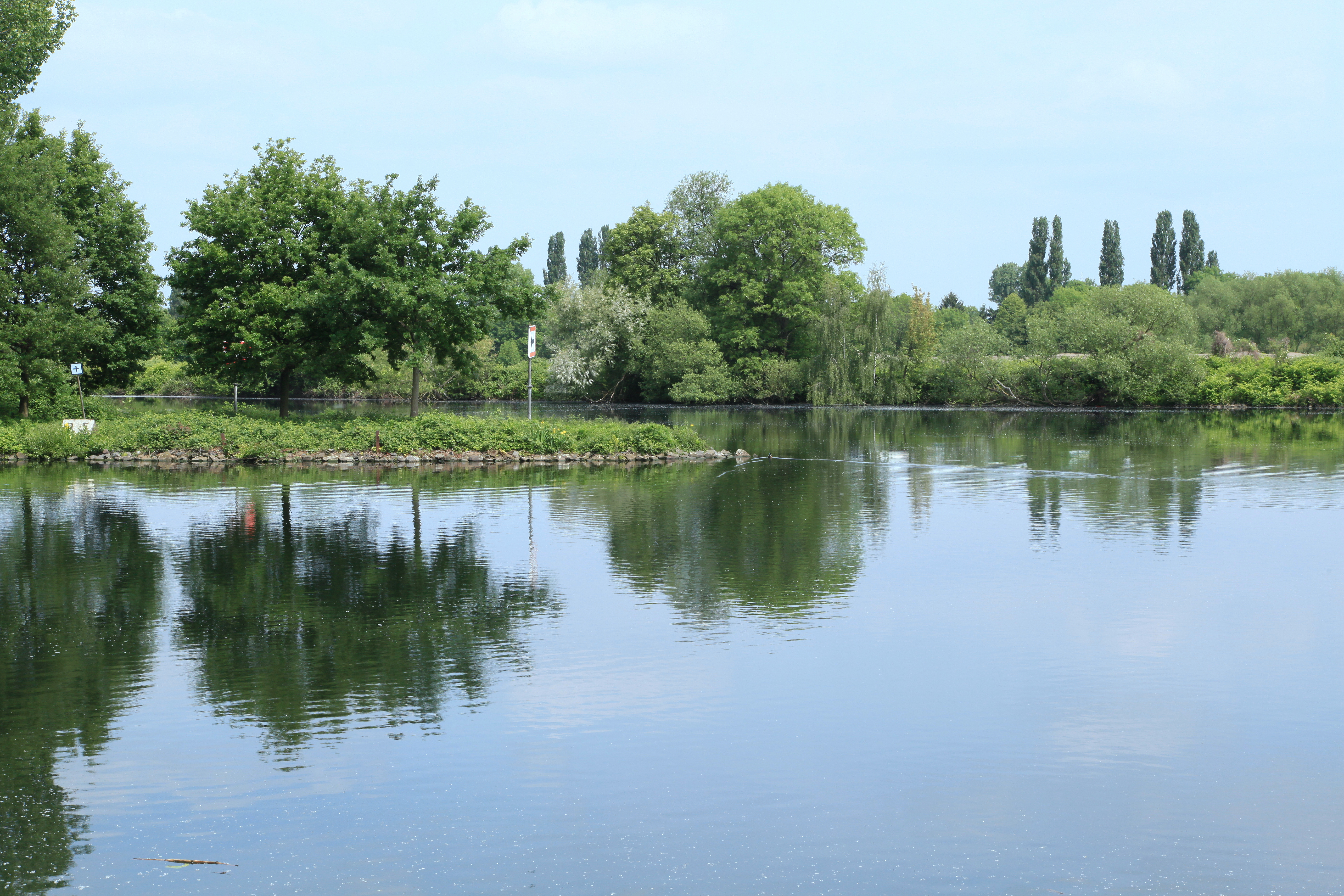
Naturschutzgebiet Styrumer Ruhraue (Mai 2015)

Das Naturschutzgebiet Styrumer Ruhraue liegt auf dem Gebiet der kreisfreien Stadt Mülheim an der Ruhr in Nordrhein-Westfalen. 
Das Gebiet erstreckt sich nordwestlich und westlich der Kernstadt von Mülheim an der Ruhr zu beiden Seiten der A 40 entlang der Ruhr.

## Bedeutung
Das etwa 138,5 ha große Gebiet wurde im Jahr 2001 unter der Schlüsselnummer MH-007 unter Naturschutz gestellt. Schutzziel ist der Erhalt von wertvollen Auenstandorten im Ballungsraum zwischen Mülheim und Duisburg.